# 樂與怒
《樂與怒》是香港殿堂級搖滾樂隊Beyond發行第9張粵語專輯，亦是樂隊主音歌手黃家駒生前最後一張參與的專輯。
《樂與怒》是一張講究搖滾精神與實力的唱片，Beyond對這張專輯非常滿意，在錄音及編曲上也更為自由，1993年5月初由日本返回香港宣傳本專輯，5月2日在香港電台辦了一場Unplugged Live（原音樂演唱會），並接受電台方面的訪問，期間透露一些心底話。樂隊於5月27日在馬來西亞吉隆坡亦辦了另一場Unplugged演唱會，並於演唱會末段宣佈擬在1994年初重回當地辦一次更大型的演唱會，於是結束了香港及馬來西亞的宣傳，匆匆回日本工作，1993年是Beyond成立十週年的日子，年底打算於香港辦一場紀念十週年的大型演唱會，怎料一個多月後黃家駒便意外身亡。
充滿Beyond十年心路歷程的主打歌《海闊天空》成為黃家駒最具代表性的遺作，歌曲及後於2008年被重新填詞為512關愛行動的主題曲；另外《海闊天空》與Beyond的《光輝歲月》、《抗戰二十年》等均被視七一大遊行、「和平佔中」和「雨傘運動」等爭取自由民主的社會運動主題曲。黃家強在香港電台《不死傳奇》的節目中透露，當年黃家駒在編寫《海闊天空》一曲時，曾將歌詞其中一句定為「也會怕有一天會跌倒 Oh Yeah」，但黃家強認為意思不對，遂修改為「……Oh No」，沒料到黃家駒在完成此曲後不足2個月真的意外身亡。

## 獎項
- 1993年度十大中文金曲頒獎典禮[10]
  - 「十大中文金曲」：《海闊天空》
- 1993年度叱咤樂壇流行榜頒獎典禮
  - 「叱咤樂壇我最喜愛的本地創作歌曲大獎」：《海闊天空》
- 2010年華語金曲獎30年經典評選
  - 「30年30碟」
  - 「30年30歌」：《海闊天空》

## 曲目
| 次序 | 歌名                  | 作曲   | 填詞   | 編曲           | 演唱   |
| ---- | --------------------- | ------ | ------ | -------------- | ------ |
| 1.   | 我是憤怒              | 黃家駒 | 黃貫中 | Beyond, 梁邦彥 | 黃家駒 |
| 2.   | 爸爸媽媽              | 黃家駒 | 黃貫中 | Beyond, 梁邦彥 | 黃家駒 |
| 3.   | 和平與愛              | 黃貫中 | 黃家強 | Beyond, 梁邦彥 | 黃家駒 |
| 4.   | 命運是你家            | 黃家駒 | 黃貫中 | Beyond, 梁邦彥 | 黃家駒 |
| 5.   | 全是愛 (This Is Love) | 黃家駒 | 黃家駒 | Beyond, 梁邦彥 | 黃家駒 |
| 6.   | 海闊天空              | 黃家駒 | 黃家駒 | Beyond, 梁邦彥 | 黃家駒 |
| 7.   | 狂人山莊              | Beyond | 黃家駒 | Beyond, 梁邦彥 | 黃家駒 |
| 8.   | 妄想                  | Beyond | 黃家駒 | Beyond, 梁邦彥 | 黃貫中 |
| 9.   | 完全地愛吧            | 黃家強 | 黃家強 | Beyond, 梁邦彥 | 黃家強 |
| 10.  | 情人                  | 黃家駒 | 劉卓輝 | Beyond, 梁邦彥 | 黃家駒 |
| 11.  | 走不開的快樂          | 黃家駒 | 黃家強 | Beyond, 梁邦彥 | 黃家駒 |
| 12.  | 無無謂                | 葉世榮 | 葉世榮 | Beyond, 梁邦彥 | Beyond |

## 音樂錄影帶
| 歌名                            | 演唱   | 首播日期 | 首播頻道 | 導演   |
| ------------------------------- | ------ | -------- | -------- | ------ |
| 爸爸媽媽 （页面存档备份，存于） | 黃家駒 | 1993年   | 無綫電視 | 袁劍偉 |
| 海闊天空 （页面存档备份，存于） | 黃家駒 | 1993年   | 無綫電視 | 盧冰心 |

### 华纳天碟MV版本
由华纳唱片（香港）的专属YouTube频道“Timeless 天碟”上传。
| 歌名       | 演唱   |
| ---------- | ------ |
| 海闊天空   | 黄家驹 |
| 情人       | 黄家驹 |
| 我是愤怒   | 黄家驹 |
| 完全地爱吧 | 黄家强 |
| 和平与爱   | 黄家驹 |
| 爸爸妈妈   | 黄家驹 |
| 妄想       | 黄贯中 |

### 滚石版本
为怀念黄家驹，滚石唱片制作了《海阔天空》另外一个版本的MV。
| 歌名                            | 演唱   |
| ------------------------------- | ------ |
| 海阔天空 （页面存档备份，存于） | Beyond |

## 資料來源
1. ↑  . www.xinhuanet.com.   [2021-12-27]. （原始内容存档于2021-11-05）.
2. ↑  . 香港電台. 1993-05-02  [2010-02-20]. （原始内容存档于2015-07-14） （中文（繁體））.
3. ↑  . 香港電台. 2008-01-26  [2010-02-20]. （原始内容存档于2016-04-15） （中文（繁體））.
4. ↑  . 華納唱片. 1993-05-28  [2010-02-20]. （原始内容存档于2016-04-13） （中文（繁體））.
5. ↑  . m.huanqiu.com.   [2021-12-27]. （原始内容存档于2021-12-27）.
6. ↑  因為不羈放縱愛自由　Beyond《海闊天空》成佔中主題曲 （页面存档备份，存于）, ETtoday, 2014/09/30
7. ↑  香港佔中／「佔中」打死不退！　空拍13萬人遍地開花 （页面存档备份，存于）, TVBS, 2014/09/30
8. ↑  Beyond挺！ 黃貫中與民眾唱「海闊天空」 的存檔，存档日期2014-10-06., 東森新聞, 2014/10/1
9. ↑  . 香港電台. 2008-01-26  [2010-02-20]. （原始内容存档于2021-02-03） （中文（繁體））.
10. ↑  . ent.qq.com.   [2021-12-27]. （原始内容存档于2021-12-27）.

## 外部連結
- 香港華納唱片